# Barbara Engelhard
Barbara Engelhard (* 17. Oktober 1974 in Nürnberg) ist eine deutsche Künstlerin.

## Leben
Engelhard studierte von 1995 bis 2001 an der Akademie der Bildenden Künste in Nürnberg bei  Christine Colditz und Werner Knaupp. Von 2010 bis 2013 schloss sie erfolgreich den Aufbaustudiengang Kunst und öffentlicher Raum bei Simone Decker mit dem Abschluss Diplom Postgrad ab. In der Akademie übernahm sie von 2015 bis 2017 Lehraufträge in der Klasse des deutschen Konzeptkünstlers Ottmar Hörl in Nürnberg.
Anlässlich der Blauen Nacht inszenierte sie im Jahr 2017 die Illumination der Kaiserburg Nürnberg.  Seit 2018 ist sie Kuratorin des Blauen Nacht Kunstwettbewerbes.
In der Nürnberger Künstlergruppe Der Kreis ist sie seit 2020 Mitglied.
Engelhard lebt und arbeitet in Fürth.

## Werk
Die vielschichtigen Werke von Barbara Engelhard fordern den Betrachter nicht nur durch ihre Farbigkeit heraus, sondern auch durch die Kombination mit ihrer Materialität. Schon zu Beginn ihres Studiums an der Akademie hinterließen wichtige Studienreisen (Polen, Libyen, USA) Spuren in ihrem Werk, deren landschaftliche und kulturelle Vielfalt für Engelhard künstlerisch von nachhaltiger Bedeutung war.
1993 lebte die Künstlerin ein halbes Jahr in Mexiko-Stadt und lernte die Bedeutung von Farbe in der mexikanischen Kultur kennen. Eine intensive Auseinandersetzung mit der lokalen Volkskunst führte unweigerlich zum Umfeld einer der bedeutendsten mexikanischen Künstlerinnen, der Malerin Frida Kahlo (1907–1954). Sie sollte für Engelhard zu einer Lehrerin der Farbgebung werden, was ihren Entschluss festigte Tendenzen des magischen Realismus mitsamt seiner Farbvielfalt auf eigene Weise umzusetzen.
Obwohl Engelhard in den 1990er Jahren unter Colditz und Knaupp als Malerin begann, löste sie sich schon früh vom klassischen Malgrund und hinterfragte ihren eigenen Bezug zur Malerei und deren Bedeutung. In dieser grundlegenden Auseinandersetzung mit ihrem Medium entwickelte sie in ihrer Praxis zunehmend eine objekthafte Betrachtung. Entgegen der klassischen Maltradition begann sie, die Malfläche zu bespannen und collagenartig mit anderen Materialien zu beziehen. Diesen endgültigen Bruch empfand Engelhard als Befreiung und Eröffnung neuer Wege und Möglichkeiten.
Aktion

Engelhards Arbeiten entwickelten sich immer weiter in die räumliche Dimension. 2008 begann sie ihre ersten Aktionen im öffentlichen Raum. Mit „Feiern mit Fremd“ (2008) wirft Engelhard Fragen zu gesellschaftlichen Konventionen auf und schafft dabei neue gemeinschaftliche Räume. Entgegen der herkömmlichen Tradition, bedeutsame Anlässe und Feiertage im engsten Kreis der Familie zu teilen, zelebriert Engelhard dies mit ihr unbekannten Passanten an einen Tisch bei Kaffee und Kuchen. Engelhard spielt auf humorvolle Weise mit Entgrenzung und lotet die Möglichkeiten aus, Tradition und Raum für eine Stadt und ihre Bewohner in Kombination zu setzen. Mit wenigen Objekten transformiert sie den öffentlichen Raum in einen Privatraum, ohne dessen bauliche Situation zu verändern. So mutieren die multiplen von ihren ausgewählten Standorte, zu Orten der friedvollen Begegnung. 
Installation

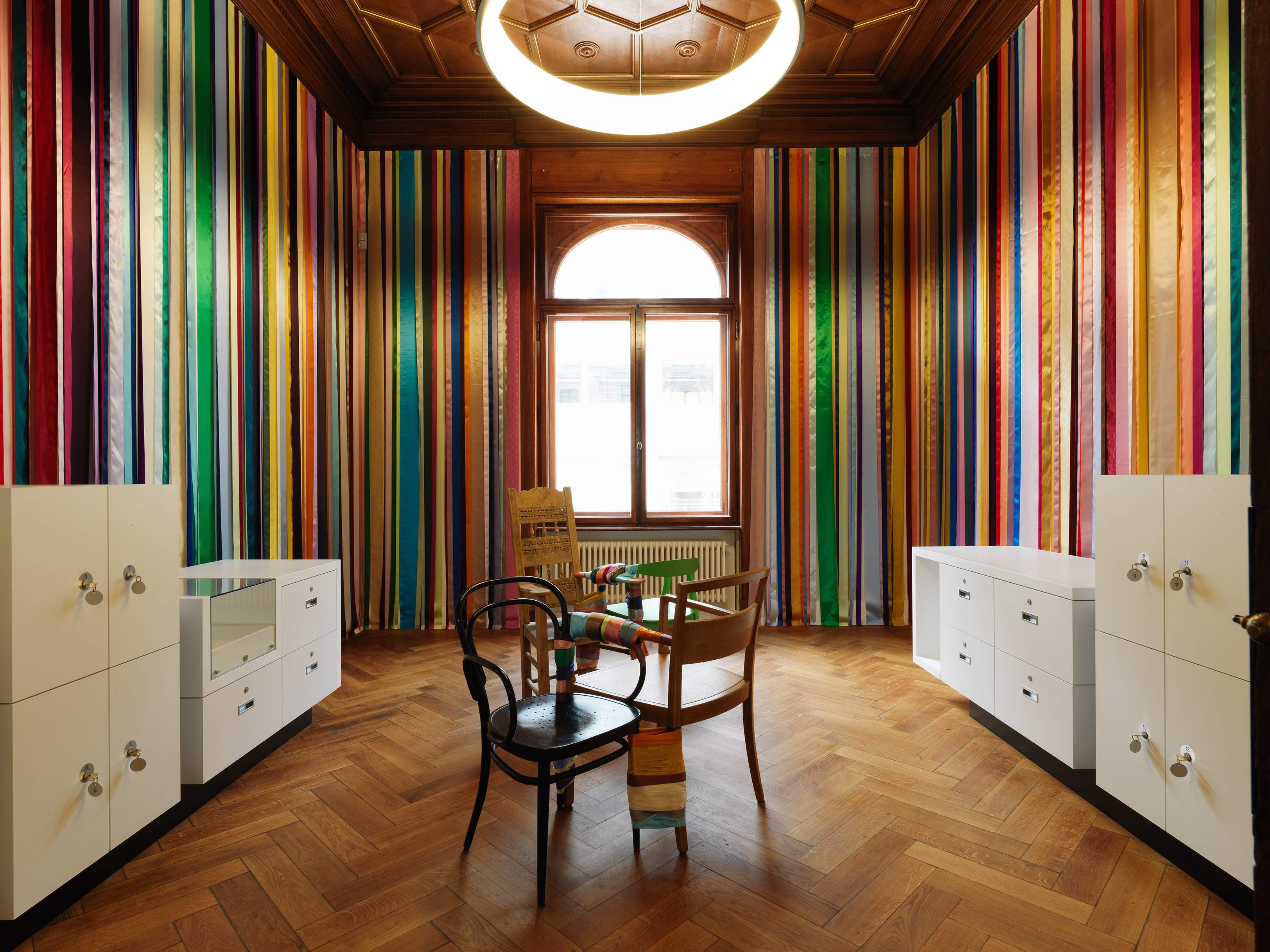
Bandelzimmer, 2014, Kunstvilla Nürnberg

Die Verbindung von Ästhetik und Symbolik spielt für Engelhard eine wichtige Rolle. Im Jahr 2012 begann sie, sich mit Bändern und deren kulturell unterschiedlichen Assoziationen zu beschäftigen. Ihre Arbeiten mit Stoffen und Textilien führten zu einer gezielten Auseinandersetzung mit dem Innen- und Außenraum und erforderten eine eingehende Materialrecherche, um ihre farbigen Arbeiten unter Einbezug ihrer Umgebung umzusetzen. Das studentische Projekt BEAST auf dem Industrieareal der AEG in Nürnberg bildete 2012 den Auftakt für ihre textilorientierten Werke. Aus einem undefinierten Vorsprung der Deckenanlage jener kargen Industriehalle flossen farbige Bänder und bildeten eine große geringelte Bänderlache.
Zwei Jahre später entstand die raumgreifende Installation „Badelzimmer“. Nun zierten farbige Bänder wie eine zweite Haut die Wände des ehemaligen Empfangszimmers des städtischen Museums der Kunstvilla Nürnberg. Seit 2016 kamen Engelhards Bandarbeiten auch im Außenraum zum Einsatz. Sie bespielte die Außenfassade des Dom Norymbersky in der polnischen Partnerstadt Krakau sowie die Pegnitzmauer am Krakauer Haus in Nürnberg.
Kunst im öffentlichen Raum

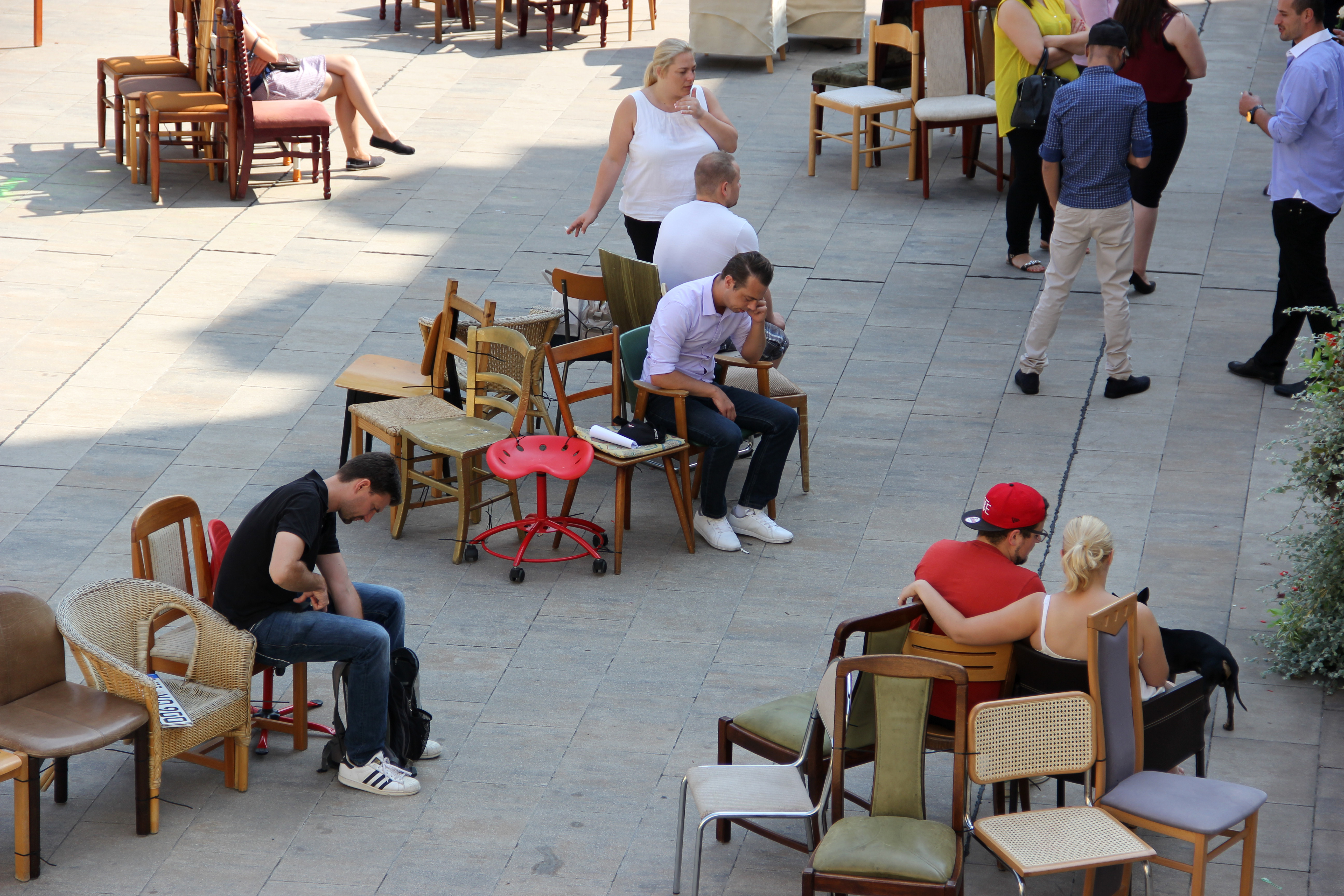
Komm und setz dich!***, 2016, Rathausplatz Würzburg

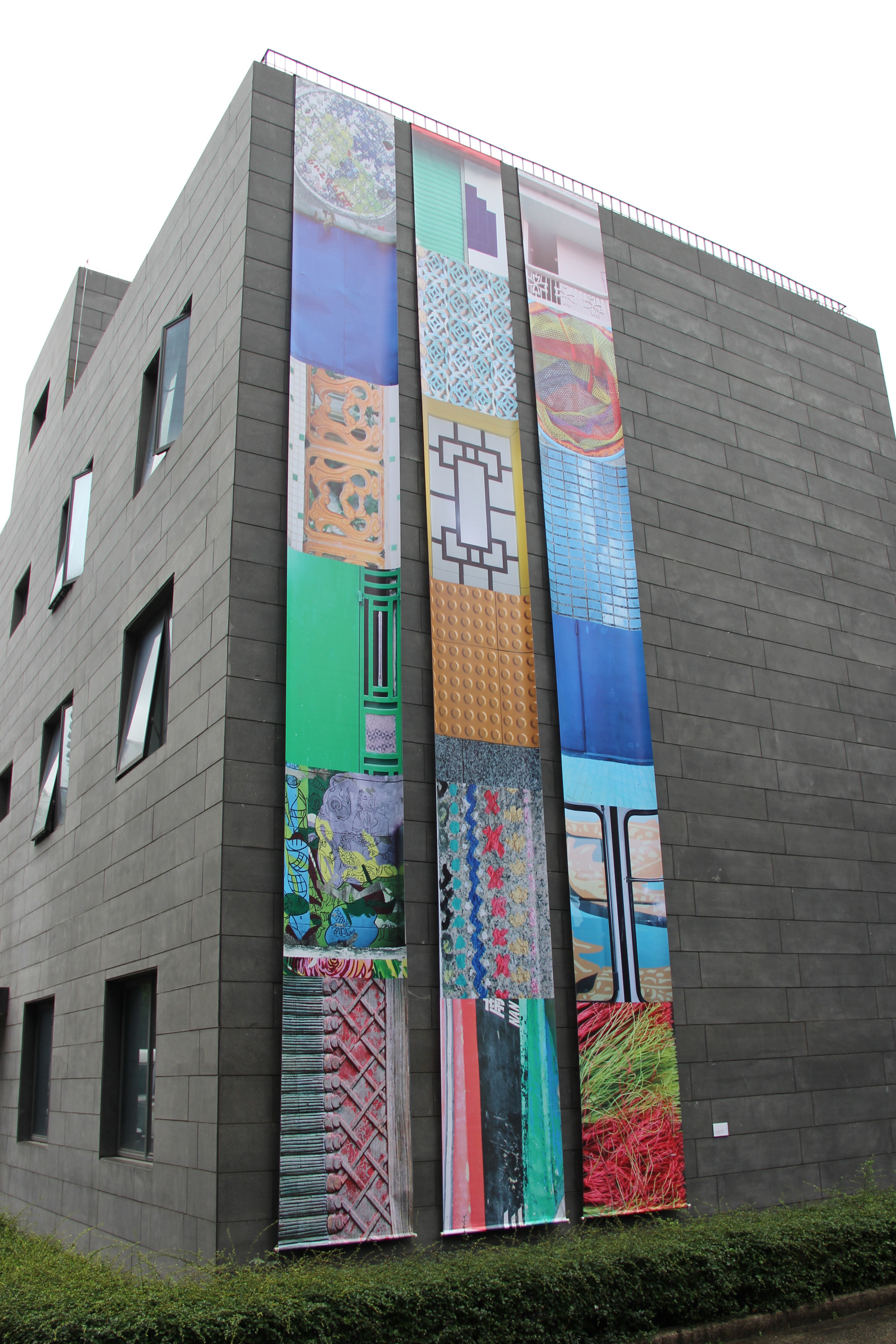
Falling Moments, 2018, Fine Art Shenzhen Institute

Die 2016 umgesetzte Arbeit „Komm und setz dich!***“ in Würzburg und 2018 ***Kommt zusammen! in Fürth beschäftigt sich mit der Erweiterung des klassischen Begriffs von Plastik und Skulptur. Inspiriert durch die Arbeiten des österreichischen Künstlers Erwin Wurm werden Besucher und Zuschauer Teil von Engelhards sozial geprägten Skulpturaktionen. Mit rund 400–500 gesammelten Stühlen von Bürgern, die zu ornamentalen Kreisen und Reihen auf einem Platz in der Innenstadt aufgestellt sind, bot sie kostenloses Niederlassen an und forderte die Anwohner auf, mit der „konsumfreien Sitzskulptur“ zu interagieren.

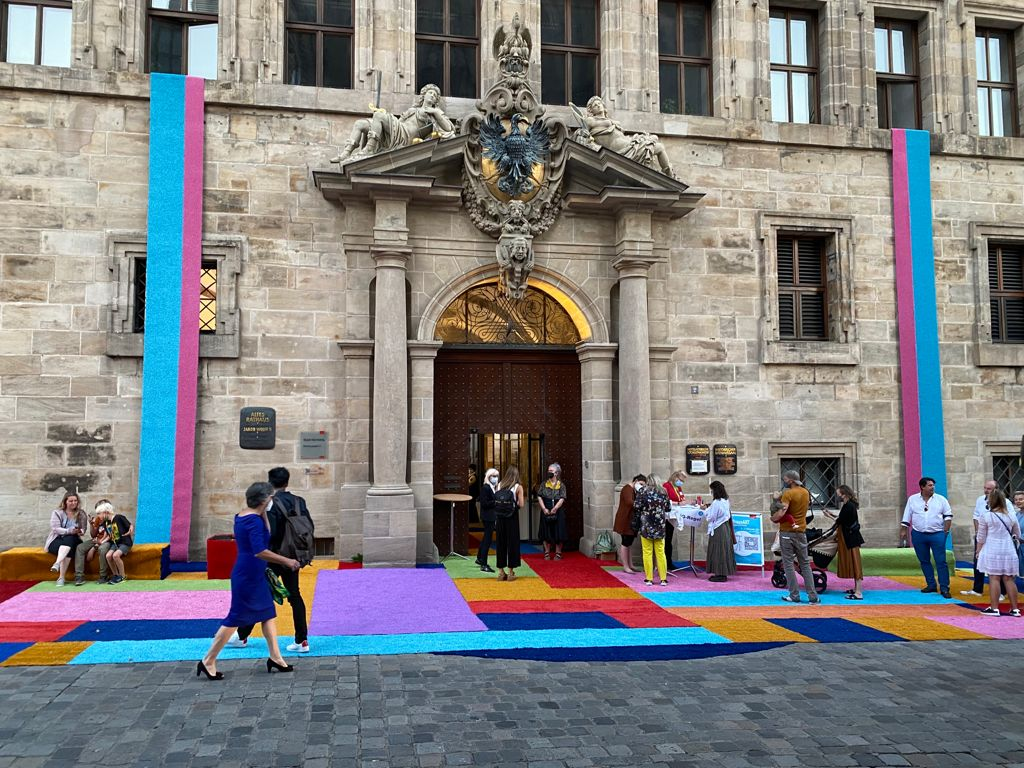
An open gate - for you and me, 2021 RathausART Nürnberg

2018 setzte Engelhard eine großformatige Wandinstallation im Rahmen eines Künstleraustausches im Fine Art Institute Shenzhen in China um. Inspiriert von den künstlerischen Aktivitäten und dem traditionsreichen Leben vor Ort entwickelte sie darüber hinaus mehrere Arbeiten. In Auseinandersetzung mit den Farbsystemen asiatischer Traditionen erforschte sie die unterschiedlichen Bedeutungen farbiger Bänder und schuf interaktive Werke. In „Gelbe Wünsche, Blaue Träume“ stellte sie farbige Bänder zur Verfügung, die von den Besuchern an einem Gitterbild zu eigenen Farbkombinationen zusammengeknotet werden konnten. Engelhard stellt in ihrer Arbeit eine Verbindung zwischen beiden Kulturen her und versucht, über die Ästhetik hinaus eine tiefere symbolische Dimension zu ergründen. Der stille Dialog zwischen Künstlerin und Betrachter verbindet westliche und östliche Kultur, Tradition und Innovation, Vergangenheit und Gegenwart.
Objektkunst
Seit 2021 arbeitet Barbara Engelhard hauptsächlich mit Kunstrasenmaterialien. Raumgreifende Installationen entstehen hier im Innen- und Außenraum, wie zum Beispiel die Arbeit „An open gate for you and me“, die sie 2021 für die RathausART entwickelte. Verschiedene künstliche Rasenteile wurden zu flächendeckenden Farbteppichen arrangiert, die sowohl auf dem Boden als auch aus den Fenstern an den Wänden entlang des historischen Gemäuers hingen. Engelhard setzt gegen die monochrome Einheit des Nürnberger Stadtbildes vertikale und horizontale abstrakte Formen ein und vermittelt die Bedeutung zeitgenössischer Farbskulptur.
Im Jahr 2022 setzt sie ihren künstlerischen Ansatz in der Kunst Galerie Fürth mit ihrer Arbeit „Patchwork Carpet“ im Innenraum um und präsentiert neben installativen Arbeiten auch Materialbilder und Pinselobjekte.
Ein weiteres ortsbezogenes Projekt realisierte Engelhard für die Fürther Innenstadt, wo sie ein großes Tor mit Kunstrasenbelag und darunter liegendem Teppich in den Stadtfarben Grün und Rot installierte. „Gate NUEFUE 100“ ist eine interaktive Skulptur im öffentlichen Raum, die die Fantasie der Besucher anregt und Fragen nach Raum und Dimension aufwirft. Täglich durchschreiten auch wir verschiedene Welten durch verschiedene Tore, sowohl analog als auch virtuell. Die Künstlerin lädt mit ihrem Werk die Besucher ein, ihre eigene Realität zu hinterfragen und Neues zu entdecken.

## Werke in Sammlungen
Werke von Barbara Engelhard befinden sich unter anderem in privaten und öffentlichen Sammlungen wie dem Kunstverein Familie Montez in Frankfurt am Main, der Sammlung Winfried Appelt, der Sammlung Artothek in Nürnberg, der chinesischen Sammlung des Fine Art Institutes Shenzhen, China sowie der Städtischen Sammlung Fürth.

## Kunst am Bau
- 2019: Falling Lines, Kunst am Bau, Neubau, Peter-Vischer-Schule Nürnberg
- 2019: Line by Line, Kunst am Bau, Neubau, Peter-Vischer-Schule Nürnberg
- 2012: Blüten, Kunst am Bau, Privat Bankinghaus, Sparkasse Nürnberg

## Einzelausstellungen (Auswahl)
- 2024: Grasgeflüster & Farbrauschen, Galerie Foerstermühle Fürth
- 2023: HOME Colourful HOME, Kunstmuseum Hersbruck; Potpourri de Couleur, Schloss Almoshof Nürnberg
- 2022: Colourful Passion, Kunst Galerie Fürth
- 2021: #stadtbilder – ein Kunstparkours im öffentlichen Raum, Freiluft Galerie Fürth; Follow the Blue Line, Rote Galerie Nürnberg
- 2020: Wir.Sind.Langwasser, Kunstprojekt mit Stephan Schwarzmann, Langwasser Nürnberg; #glittering#coloursandline, Kreis Galerie Nürnberg
- 2019: Urban Colours, Galeriehaus Nord, Nürnberg
- 2018: Colour Rhythms, Shenzhen Fine Art Institute, China; Kommt zusammen!, Fürther Freiheit, 200 Jahre Stadterhebung, Fürth
- 2017: ...mit Rosenfingern erwacht..., Illumination der Kaiserburg, Blaue Nacht Nürnberg;  ge–streift, MUK - Verein für Museum und Kunst, Kunstverein Zirndorf
- 2016: Komm und setz dich!***, Rathausplatz und Kunstverein Würzburg
- 2015: Sigismund-Platz, Kunstraum Sigismundkapelle im Thon-Dittmer-Palais, Regensburg
- 2014: STRASSENgeflüster, Künstlerhaus im Kunst Kultur Quartier, Nürnberg

## Gruppenausstellungen (Auswahl)
- 2024 Schöne Grüße aus Fürth - ein Kunstpostkartenshop, Kultur Lokal Fürth; Beyond Boundaries, Schloßgarten Erlangen und Museum Tucherschloss Nürnberg;
- 2023: RAUM-TEILER - 30 Jahre Straßenkreuzer, Neues Museum Nürnberg; Entrée des couleurs, Städtische Galerie Tuttlingen; LOCKED-OUT, Kulturkirche St Egidien, Nürnberg
- 2022: Gate NUEFUE 100, 100 Jahre Fürth bleibt Fürth, Hallplatz Fürth; Naturstoff / Kunststoff. Materialität in der Nürnberger Kunst, Kunstvilla Nürnberg
- 2021: An open gate - for you and me, RathausART, Nürnberg; #stadtbilder, FREILUFT Galerie, Fürth
- 2020: Auf Wolken schweben, Kultur am Freitag, Fußgängerzone Fürth; In the colour flow, KUNST-ANSCHLAG - Signale aus der Nürnberger Szene
- 2019: A Sparkling Stream - for you and me, Uferpromenade, Fürther Glanzlichter;  Der Kreis in Ferrara, Galleria del Carbone, Ferrara, Italien; Einraumhaus-Stundenkunst, Merkelpark Esslingen
- 2018 Round Trip, Multicultural Center der Universität, Brasov;  Ein Kleid für die Wand, Museum Frauenkultur, Marstall Schloss Burgfarnbach;  Die Camera Obscura im Atelier, Galerie VON &VON, Nürnberg
- 2017: Best of Ottmar Hörl, kuratiert von Barbara Engelhard und Joanna Maxellon, Halle 20, Auf AEG, Nürnberg
- 2016: „20“, Jubiläumsausstellung, Dom Norymberski, Krakau, Polen und Krakauer Haus, Nürnberg; SEHNSUCHTSORT,  zeitgenössische Kunst im Botanischen Garten, Erlangen;  Konfuzius, Konfuziusinstitut Nürnberg-Erlangen, Ehrenhalle, Rathaus Nürnberg
- 2015: Ideenwerkstatt, DA Kunsthaus Kloster Gravenhorst, Hörstel;  towards, Subbus, Zeppelinmuseum Friedrichshafen, Kunstverein Neuhausen;  AUA - Auf und Ab, Westwerk, Hamburg
- 2014: Bandelzimmer, Eröffnungsausstellung der Kunstvilla, Nürnberg; Wurzeln weit mehr Aufmerksamkeit widmen, Kunstverein Familie Montez, Frankfurt; Out Side In, Blaue Nacht - Sehnsucht, Kunstverein Kohlenhof, Nürnberg
- 2013: Tevila, Ortung VIII - im Zeichen des Goldes, Kunstbiennale Schwabach; Vollmilch oder Zartbitter, Galeriehaus Nord, Nürnberg
- 2012: Pingopenge Eppegingon Goeppingen Openpiggen, Kunstverein Göppingen
- 2011: BODY:SPACE, Kunstverein Neuhausen, Neuhausen/Fildern; HWP-Stipendiatinnen – Barbara Engelhard, Sigrid Stabel, Anne Sterzbach, Akademie Galerie Nürnberg
- 2010: *warten, Kunstprojekt - zum 175-jährigen Eisenbahnjubiläum, Hauptbahnhof Fürth

## Auszeichnungen und Preise
- 2023 Anerkennungspreis, Förderkreis Kunst Galerie Fürth
- 2021–2025 Atelierförderung der Stadt Fürth
- 2021: Wolfram-von-Eschenbach-Preis (Förderpreis), Bezirk Mittelfranken
- 2020: Kulturförderpreis der Stadt Fürth
- 2018: Künstleraustausch, Shenzhen Fine Art Institute, China und der Metropolregion Nürnberg
- 2017: Preis der Stadt Nürnberg (Kulturpreis);  Künstlerin des Monats November der Metropolregion Nürnberg
- 2014: Debütantenförderung des Bayerischen Freistaats
- 2009–2010: einjähriges HWP-Stipendium des Freistaat Bayern
- 2005–2007: Atelierförderprogramm des Freistaat Bayern